# Caloramphus
Genre
Caloramphus est un genre d'oiseaux d'Asie du Sud-Est appartenant à la famille des Megalaimidae.

## Taxonomie
À la suite des travaux phylogéniques de den Tex et Leonard (2013), l'espèce Caloramphus fuliginosus est divisée en deux, et sa sous-espèce C. f. hayii est élevée au statut d'espèce à part entière par le Congrès ornithologique international. Elle devient Caloramphus hayii, le Barbu de Hay.

## Liste des espèces
D'après la classification de référence du Congrès ornithologique international (version 5.1, 2015) :
- Caloramphus fuliginosus – Barbu fuligineux
- Caloramphus hayii – Barbu de Hay